# Acianthinae
Acianthinae, podtribus orhideja, dio tribusa Diurideae. Postoji nekoliko rodova

## Rodovi
1. Acianthus R.Br.
2. Corybas Salisb.
3. Cyrtostylis R.Br.
4. Stigmatodactylus Maxim. ex Makino
5. Townsonia Cheeseman